# Březina (ort i Tjeckien, Plzeň)
Březina är en ort i Tjeckien.   Den ligger i regionen Plzeň, i den västra delen av landet, 70 km sydväst om huvudstaden Prag. Březina ligger 481 meter över havet och antalet invånare är 311.
Terrängen runt Březina är platt åt nordväst, men åt sydost är den kuperad. Runt Březina är det tätbefolkat, med 276 invånare per kvadratkilometer. Närmaste större samhälle är Plzeň, 17,1 km väster om Březina. Trakten runt Březina består till största delen av jordbruksmark.